# Back Stabbers (nummer van The O'Jays)
"Back Stabbers" is een nummer van de Amerikaanse soulgroep The O'Jays. Het nummer werd uitgebracht op hun gelijknamige album uit 1972. In augustus van dat jaar werd het nummer uitgebracht als de eerste single van het album.

## Achtergrond
"Back Stabbers" is geschreven door Leon Huff, Gene McFadden en John Whitehead en geproduceerd door Huff en Kenny Gamble. Het is het eerste nummer dat de groep uitbracht bij het platenlabel Philadelphia International. De verteller in het nummer waarschuwt mannen over hun mannelijke vrienden die naar hen lachen terwijl ze bij hen zijn, maar achter hun rug om stiekem plannen hebben om hun vrouw of vriendin af te pakken. Het nummer is geïnspireerd door "Smiling Faces Sometimes" van The Undisputed Truth uit 1971, dat een vergelijkbaar thema heeft. Aan het eind van "Back Stabbers" wordt het refrein van dit nummer dan ook geciteerd.
"Back Stabbers" werd de eerste nummer 1-hit van de groep in de Amerikaanse r&b-lijsten en behaalde tevens de derde plaats in de Billboard Hot 100. Ook in het Verenigd Koninkrijk was het succesvol met een veertiende plaats. In Nederland bereikte de single respectievelijk de elfde en achtste plaats in de Top 40 en de Daverende Dertig. In 1977 stond het op de soundtrack van de film Looking for Mr. Goodbar. In 1979 nam Tina Turner een cover op voor haar album Love Explosion. Deze versie werd uitgebracht op single, maar behaalde nergens de hitlijsten.

## Hitnoteringen

### Nederlandse Top 40
| Hitnotering: 14-10-1972 t/m 25-11-1972 | Hitnotering: 14-10-1972 t/m 25-11-1972 | Hitnotering: 14-10-1972 t/m 25-11-1972 | Hitnotering: 14-10-1972 t/m 25-11-1972 | Hitnotering: 14-10-1972 t/m 25-11-1972 | Hitnotering: 14-10-1972 t/m 25-11-1972 | Hitnotering: 14-10-1972 t/m 25-11-1972 | Hitnotering: 14-10-1972 t/m 25-11-1972 | Hitnotering: 14-10-1972 t/m 25-11-1972 |
| Week                                   | 1                                      | 2                                      | 3                                      | 4                                      | 5                                      | 6                                      | 7                                      |                                        |
| -------------------------------------- | -------------------------------------- | -------------------------------------- | -------------------------------------- | -------------------------------------- | -------------------------------------- | -------------------------------------- | -------------------------------------- | -------------------------------------- |
| Positie                                | 29                                     | 16                                     | 12                                     | 11                                     | 18                                     | 27                                     | 36                                     | uit                                    |

### Daverende Dertig
| Hitnotering: 14-10-1972 t/m 18-11-1972 | Hitnotering: 14-10-1972 t/m 18-11-1972 | Hitnotering: 14-10-1972 t/m 18-11-1972 | Hitnotering: 14-10-1972 t/m 18-11-1972 | Hitnotering: 14-10-1972 t/m 18-11-1972 | Hitnotering: 14-10-1972 t/m 18-11-1972 | Hitnotering: 14-10-1972 t/m 18-11-1972 | Hitnotering: 14-10-1972 t/m 18-11-1972 |
| Week                                   | 1                                      | 2                                      | 3                                      | 4                                      | 5                                      | 6                                      |                                        |
| -------------------------------------- | -------------------------------------- | -------------------------------------- | -------------------------------------- | -------------------------------------- | -------------------------------------- | -------------------------------------- | -------------------------------------- |
| Positie                                | 28                                     | 16                                     | 12                                     | 8                                      | 14                                     | 28                                     | uit                                    |

### NPO Radio 2 Top 2000
| Nummer met noteringen in de NPO Radio 2 Top 2000 | '99  | '00  | '01  | '02  | '03  | '04 | '05  | '06-'11 | '12  | '13  | '14  |
| ------------------------------------------------ | ---- | ---- | ---- | ---- | ---- | --- | ---- | ------- | ---- | ---- | ---- |
| Back Stabbers                                    | 1756 | 1817 | 1559 | 1931 | 1654 | -   | 1642 | -       | 1577 | 1875 | 1929 |

1. ↑  Een '-' betekent dat het nummer niet was genoteerd en een vetgedrukt getal geeft de hoogste notering aan.
2. ↑  Deze tabel is bijgewerkt tot en met de laatste editie (2024).